# ZÈRTZ
ZÈRTZ je abstraktní desková hra pro dva hráče z roku 2000, která je 3. hrou GIPF projektu. Autorem všech her projektu je Kris Burm z Belgie.

## Pravidla

### Herní komponenty
- 37 (pro základní variantu) kroužků, na něž se umisťují kuličky
- 6 bílých, 8 šedých a 10 černých kuliček

### Příprava hry
37 kroužků se rozmístí do pravidelného šestiúhelníku o délce strany 4 kroužky. Kuličky se umístí do společné zásoby tak, aby na ně oba hráči dosáhli. Oba hráči hrají s kuličkami všech barev.
Hru začíná vylosovaný hráč.

### Průběh tahu
Každý hráč ve svém tahu vykoná jednu ze dvou akcí:
1. Položení kuličky:
  - Hráč položí kuličku libovolné barvy ze zásoby na volný kroužek. Pak odstraní z hrací plochy jiný volný kroužek, který je na okraji hrací plochy a lze ho vysunout bez pohnutí s ostatními kroužky.
  - Je-li na ploše nějaký takový kroužek, je braní povinné.
  - Nezbyl-li takový kroužek, pak si žádný nebere.
  - Pokud v zásobě nezbyly žádné kuličky, hráč musí nasadit jednu ze svých získaných kuliček.
  - Jestliže po skončení tahu zbude na ploše izolovaná skupina kroužků obsazených kuličkami (kolem nichž nejsou žádné volné kroužky), pak hráč, který byl právě na tahu, si vezme všechny tyto kroužky i s kuličkami. Z toho plyne, že dojde-li k zaplnění všech kroužků na ploše, vezme si je i s kuličkami hráč, který zaplnil poslední kroužek.
2. Sebrání kuličky:
  - Hráč přeskočí jednou kuličkou na ploše sousední kuličku, za níž je ve stejném směru volné místo, a přeskočenou kuličku si vezme (tak jako v dámě).
  - Na barvě kuliček při přeskakování nezáleží.
  - Může-li hráč pak stejným způsobem stejnou kuličkou přeskočit další kuličku, musí přeskakovat dál, dokud to bude možné.
  - Je-li několik možností skoků, hráč si může vybrat kteroukoli z nich (nemusí si vybrat možnost, při které vezme nejvíce kuliček).
  - Je-li možné skákat, hráč musí tuto akci provést (nemůže vykonat položení kuličky).

### Konec hry
Hra končí ve chvíli, kdy některý hráč získá buď 3 kuličky od každé barvy, nebo 4 bílé, nebo 5 šedých, nebo 6 černých kuliček. Tento hráč se stává vítězem. Hra skončí remízou jen tehdy, začnou-li oba hráči neustále opakovat stejné tahy.

## Varianty
Bleskový ZÈRTZHraje se jen s 5 bílými, 7 šedými a 9 černými kuličkami. Vítězem je hráč, který získá 2 kuličky od každé barvy, nebo 3 bílé, nebo 4 šedé, nebo 5 černých kuliček. V prvním vydání hry byla tato varianta popsána jako základní.
Větší hrací plochaNamísto 37 kroužků lze hrací plochu sestavit z většího počtu, např. 40, 43, 44, 48 (toto je standardní turnajová varianta, nazývaná ZÈRTZ +11, kroužky se sestaví do nepravidelného šestiúhelníku o délce stran 4 a 5 kroužků), nebo 61 (tato varianta se nazývá ZÈRTZ +24, kroužky jsou uspořádány do šestiúhelníku o délce strany 5).